# Zwack
Zwack ist ein Traditionsunternehmen aus Ungarn. Es ist der Hersteller des Magenbitters Unicum.

## Geschichte
Die Geschichte der Brennerei Zwack ist eng verknüpft mit dem Produkt Unicum. Das Unternehmen wurde 1840 in Pest von József Max Zwack gegründet. Auf Deutsch war das Unternehmen als Josef Max & Ludwig Zwack eingetragen. Mit dem Produkt Unicum stieg das Unternehmen auf Grund der starken Exporte auf. Im Jahr 1890 war die Produktion bereits so angewachsen, dass die Firma in ein neues Betriebsgelände in den 9. Bezirk von Budapest (Ferencváros) übersiedeln musste, wo sich auch heute wieder die Fabrikation befindet. Das Unternehmen wurde schließlich k.u.k. Hoflieferant.
Die Produktion kam im Zweiten Weltkrieg durch die Zerstörung der Fabrik zum Erliegen. Nachdem die Fabrik wieder aufgebaut worden war, wurde die Firma 1948 unter dem kommunistischen Regime verstaatlicht. Die Familie Zwack flüchtete nach Italien. Péter Zwack (1927–2012) gelang es nach der Wende 1989 mit Hilfe der Underberg-Gruppe, den Betrieb in Ungarn zurückzukaufen und wieder profitabel zu machen. Heute besitzen die Familien Zwack und Underberg 50 % des Firmenkapitals plus eine Aktie; mit 26 % ist Diageo an Zwack beteiligt.
Neben dem bekannten Magenbitter stellt Zwack auch mehrere Sorten Brände bzw. Schnäpse und Liqueure her. Weitere Produkte sind:
- Vilmos
- St. Hubertus
- Fütyülős
- Zwack Pálinkák
- Kalinka Vodka
- Puszta Barack

Wein wie der Tokajer wird ebenfalls geliefert.